# Gustavo Sá
Pour les articles homonymes, voir Alves, Freitas, Azevedo et Sá.
Alves Freitas Azevedo Sá est un nom portugais ; le premier nom de famille (d'usage facultatif) est Alves Freitas et le second est Azevedo Sá.
Gustavo Filipe Alves Freitas Azevedo Sá, né le 11 novembre 2004 à Póvoa de Varzim, est un footballeur portugais qui joue au poste de milieu de terrain au FC Famalicão.

## Biographie

### Carrière en club
Né à Póvoa de Varzim au Portugal, Gustavo Sá est formé par le FC Famalicão, où il commence sa carrière professionnelle en championnat du Portugal. Il joue son premier match avec l'équipe première du club le 12 août 2022.

### Carrière en sélection
En juin 2023, Sá est convoqué dans l'équipe du Portugal des moins de 19 ans pour participer au Championnat d'Europe des moins de 19 ans qui a lieu en juillet à Malte. Le Portugal atteint la finale de la compétition après sa victoire face à la Norvège (5-0),,.

## Palmarès
Portugal -19 ans
- Championnat d'Europe
  - Finaliste en 2023